# Диньяно
Диньяно (итал. Dignano) — коммуна в Италии, располагается в регионе Фриули-Венеция-Джулия, в провинции Удине.
Население составляет 2416 человек (2008 г.), плотность населения составляет 86 чел./км². Занимает площадь 27 км². Почтовый индекс — 33030. Телефонный код — 0432.
Покровителем коммуны почитается святой Себастьян, празднование 20 января.

## Демография
Динамика населения:

## Администрация коммуны
- Официальный сайт: http://www.comune.dignano.ud.it Архивная копия от 27 марта 2022 на Wayback Machine